# غنیمت اژدری
غنیمت اژدری (۳۰ تیر ۱۳۶۲ – ۱۸ دی ۱۳۹۸) خبرنگار و فعال محیط زیست اهل ایران و از جان‌باختگان شلیک موشک‌های سپاه پاسداران به پرواز شماره ۷۵۲ هواپیمایی بین‌المللی اوکراین بود.

## زندگی
غنیمت اژدری متولد شهر شیراز و اصالتاً از ایل قشقایی بود. او خبرنگار بود و در حوزه محیط زیست فعالیت می‌کرد و لیسانس خود را از دانشگاه شهید چمران اهواز و فوق لیسانس را از واحد پردیس کشاورزی و منابع طبیعی دانشگاه تهران کسب کرد و پس از آن در مقطع دکترا در دانشگاه گوئلف کانادا مشغول به تحصیل شد.
غنیمت اژدری برای حقوق ایلات و عشایر در مناطق مختلف ایران تلاش می‌کرد. وی در پرونده آشوراده در کنفرانس‌های بین‌المللی نماینده‌ای از سازمان‌های مردم نهاد ایران بود. این فعال محیط زیست برای جلب توجه به وضعیت عشایر در مجامع و مراسم با لباس و ظاهر مختص ایل قشقایی شرکت می‌کرد. غنیمت با مؤسسه سنستا و محمد تقی فرور همکاری داشت و از شاگردان وی بود.
غنیمت اژدری در کنسرسیوم جهانی قرقهای بومی به عنوان هماهنگ‌کننده مناطق غرب و آسیای میانه همکاری داشت. او به عنوان رهبر جوان برای متخصصان جوان در منطقه غرب آسیا، خاورمیانه و آفریقای شمالی با حوزه خاص در مرتع و کمیته مردمی بومی و جوامع محلی با اتحادیه بین‌المللی حفاظت از طبیعت همکاری می‌کرد.

## مرگ
غنیمت اژدری که برای دیدار با خانواده خود در شیراز به ایران بازگشته بود در برگشت روز چهارشنبه ۱۸ دی ۹۸ در حادثه پرواز شماره ۷۵۲ هواپیمایی بین‌المللی اوکراین جان خود را از دست داد.